# Kozma
Kozma je moško osebno ime

## Različice imena
Kuzma, Kuzman

## Tujejezične različice inena
Kosmas nemško; Cosme, Côme francosko; Kuzjmá, Kosmá, Kozjmá rusko; Kozma hrvaško.

## Izvor imena
Ime Kozma izhaja iz grškega imena Κοσμάς Kosmás, ki ga povezujejo z grško besedo kósmos, ki pomeni »usmeritev, vesolje, hvala, slava«

## Pogostost imena
- Po podatkih Statističnega urada Republike Slovenije je bilo na dan 31. decembra 2007 v Sloveniji število moških oseb z imenom Kozma manjše kot 5 ali pa to ime sploh ni bilo v uporabi.[2]

## Osebni praznik
Kozma je ime svetnika in mučenca iz mesta Ciro v Siriji.Skupaj z bratom Damjanom sta bila leta 303 obglavljena.God obeh je 26. septembra.

## Izpeljanke priimkov
Iz imena Kozma so nastali priimki: Kozma, Kozman, Kozmos, Kozmas, Kozmos, Kozmus, Kuzma, Kuzman, Kuzmić, Küzmić, Kuzmin; ter v Istri: Kuzmanić in Kuzmanović

## Imena krajev
Po cerkvi sv. Kozme in Damijana se imenuje naselje Kuzma v Prekmurju (prekmursko Küzdobláni), kjer imajo vsako leto 26. septenbra Kuzmin sejem

## Cerkve posvečena svetnikoma
V Sloveniji je devet cerkva sv. Kozme in Damijana, od teh tri župnijske, izmed katerih je najbolj znana romarska cerkev v Krki pri Ivančni Gorici.

## Zanimivost
Brata dvojčka, sv. Kozma in Damijan sta bila zdravnika in veljata za zavetnika zdravnikov.